# Manticora scabra
Manticora scabra – owad z rzędu chrząszczy występujący w Mozambiku, Transwalu i Zimbabwe. Długość 55–59 mm. Manticora scabra jest chrząszczem drapieżnym.